# Organogenní jezero
Organogenní jezero je druh jezera, který vznikl působením živých organismů. Patří sem jezera vzniklá růstem rostlin i činností živočichů včetně člověka.
- atolová — vzniklá za korálovou bariérou
- rašelinné — vzniklá růstem mechu rašeliníku (např. Chalupské jezírko, Velké mechové jezírko, Malé mechové jezírko)
- bobří — stavěná bobry